# Markku Viitasaari
Markku Johannes Viitasaari (Kuortane, 1966) is een Fins componist en dirigent.

## Levensloop
Hij is muziekleraar, componist en daarnaast directeur van een muziekschool. Eveneens is hij dirigent van verschillende harmonieorkesten. De meeste van zijn werken zijn gecomponeerd voor harmonieorkesten. Zijn stijl is beïnvloed door de concertmuziek van deze eeuw, jazz en de Afro-Amerikaanse muziek.

## Composities

### Werken voor harmonieorkest
- 1987 Soulbeat
- 1988 Fanfaarimarssi - Fanfare March
- 1989 Upside Down in a Roundabout
- 1992 Inconscius
- 1994 Yksi teema - A Theme
- 1998 Proggis
- Alla valse-Alla Zoppa
- 31 Days, voor eufonium solo en harmonieorkest
- Fanfaarimarssi no.2
- Farm-boogie
- Finnish Choral fantasy (Kuortanelainen koraalifantasia)
- From The Book I Read
- Hääpäivä Troldhaugenissa
- Hopsis, voor klarinetsolo en harmonieorkest
- Inconscius
- Kahvi-blues
- Kävelykatu
- Kolme avainta
- Kotiseutu rakkahin
- Made in Musica
- Prologi
- Rondo
- Roses'-ballad
- Tähti on tuntematon

### Koormuziek
- On suuri sun rantas autius
- Tarina kolmesta vaimosta

### Kamermuziek
- 1991 Tuliviiri voor fluit solo

- Library of Congress Control Number: no2019086348
- Virtual International Authority File: 7437156133198058430009